# Georges Carpentier
Georges Carpentier (ur. 12 stycznia 1894 w Liévin. zm. 27 października 1976 w Paryżu) – francuski bokser wagi półciężkiej.

## Życiorys
Urodził się 12 stycznia 1894 roku w Liévin koło Lens w rodzinie robotniczej. Jako 10-letni chłopiec został w czasie bójki ulicznej „wypatrzony” przez François Descampsa, opiekuna młodzieży, który prowadził stowarzyszenie gimnastyczne „Régénératrice” – uczył w nim akrobatyki, boksu i boksu francuskiego. Descamps natychmiast odkrył, że ma do czynienia z niezwykłym talentem, który istotę boksu wyczuwał instynktownie, a przy tym obdarzony jest niezwykle silnym ciosem. Pozostał menedżerem Carpentiera do końca jego kariery.
W wieku 13 lat Carpentier wziął udział w amatorskich mistrzostwach Francji w boksie francuskim, zajął w nich trzecie miejsce, a kolejną edycję, wiosną 1908 roku, już wygrał. Wkrótce też zadebiutował w klasycznym boksie. Stało się tak, gdy pewien angielski dżokej, Ed Salmon, rzucił wyzwanie wszystkim bokserom swojej wagi (ważył 47 kg). Walka odbyła się 1 listopada 1908 roku w Paryżu, zakontraktowano ją aż na 20 rund. 14-letni Carpentier, który ważył wówczas 45 kg, wygrał ją przez dyskwalifikację przeciwnika po 13 rundach, a swoją postawą podbił serca paryskiej publiczności. Od tego momentu toczył bardzo wiele walk, większość z nich wygrywał, i to z coraz lepszymi przeciwnikami. 15 czerwca 1911 roku w Paryżu znokautował w 16. rundzie Roberta Eustache i został mistrzem Francji wagi półśredniej; 23 października w Londynie w 10. rundzie znokautował Younga Josepha zostając mistrzem Europy tejże wagi.
Z biegiem czasu Carpentier przechodził do wyższych kategorii wagowych, również sięgając w nich po mistrzowskie tytuły: 29 lutego 1912 roku w Monte Carlo zdobył tytuł mistrza Europy w wadze średniej wygrywając z Jimem Sullivanem przez nokaut w 2. rundzie; 12 lutego 1913 roku w Paryżu został mistrzem Europy wagi półciężkiej, kiedy również w 2. rundzie znokautował „Bandsmana” Dicka Rice’a. Gorzej wiodło mu się w walkach z rywalami zza oceanu, przegrał przed czasem z Dixiem Kidem (poddanie po 5 rundach), Frankiem Klausem (dyskwalifikacja w 19. rundzie) i Billym Papkem (poddanie w 17. rundzie). Osiągnął wzrost 182 cm, więc waga półciężka była jego naturalną kategorią wagową, jednak pragnął walczyć też z bokserami wagi ciężkiej. Mistrzem Imperium Brytyjskiego tej kategorii był „Bombardier” Billy Wells, niemal dwumetrowy kolos, znakomity technicznie i dysponujący wielkim zasięgiem ramion. Anglicy uważali nawet, że jest on w stanie pokonać samego Jacka Johnsona, jednak nie udało się im zorganizować takiego pojedynku, natomiast nie było żadnego problemu ze zmontowaniem walki Wellsa z Carpentierem. Odbyła się 1 czerwca 1913 roku w Gandawie. Publiczność była zszokowana różnicą warunków fizycznych obu pięściarzy, przewaga Wellsa była miażdżąca, był o 16 cm wyższy i niemal o 30 kg cięższy. Pierwsza runda potwierdziła te obawy, Carpentier trzykrotnie był liczony, zmienił jednak styl boksowania, zaczął walczyć w zwarciu i zadawać serie ciosów na korpus, i w ciągu następnych dwóch rund całkowicie odmienił losy walki. W 4. rundzie Wells upadł i nie miał siły by się podnieść. 8 grudnia tego samego roku w Londynie zorganizowano rewanż, w którym Wells został znokautowany już w pierwszej rundzie.
Jako mistrz Europy wszechwag Carpentier wygrywał wiele walk, większość przez nokaut, uległ jedynie w pojedynku ze znacznie cięższym Amerykaninem Joe Jeanettem na punkty w 15 rundach.
Gdy wybuchła I wojna światowa Carpentier zgłosił się na ochotnika do armii. Ukończył szkołę pilotażu i został pilotem-zwiadowcą. Wielokrotnie wykazywał się wielkim poświęceniem i odwagą, był odznaczony Krzyżem Wojennym i Médaille militaire i jako osoba publiczna stawiany za wzór patrioty.
Po wojnie wrócił do boksu, wygrywał już wszystkie walki przez nokaut, w tym dwukrotnie w obronie tytułu, i kiedy stało się jasne, że w Europie nie ma dla niego godnych rywali, wyjechał do Ameryki. Tam 12 października 1920 roku zdobył tytuł mistrza świata wagi półciężkiej, nokautując w 4. rundzie Battlinga Levinsky'ego. Zaczęto przymierzać go do walki z dominującym wówczas na amerykańskich ringach Jackiem Dempseyem.

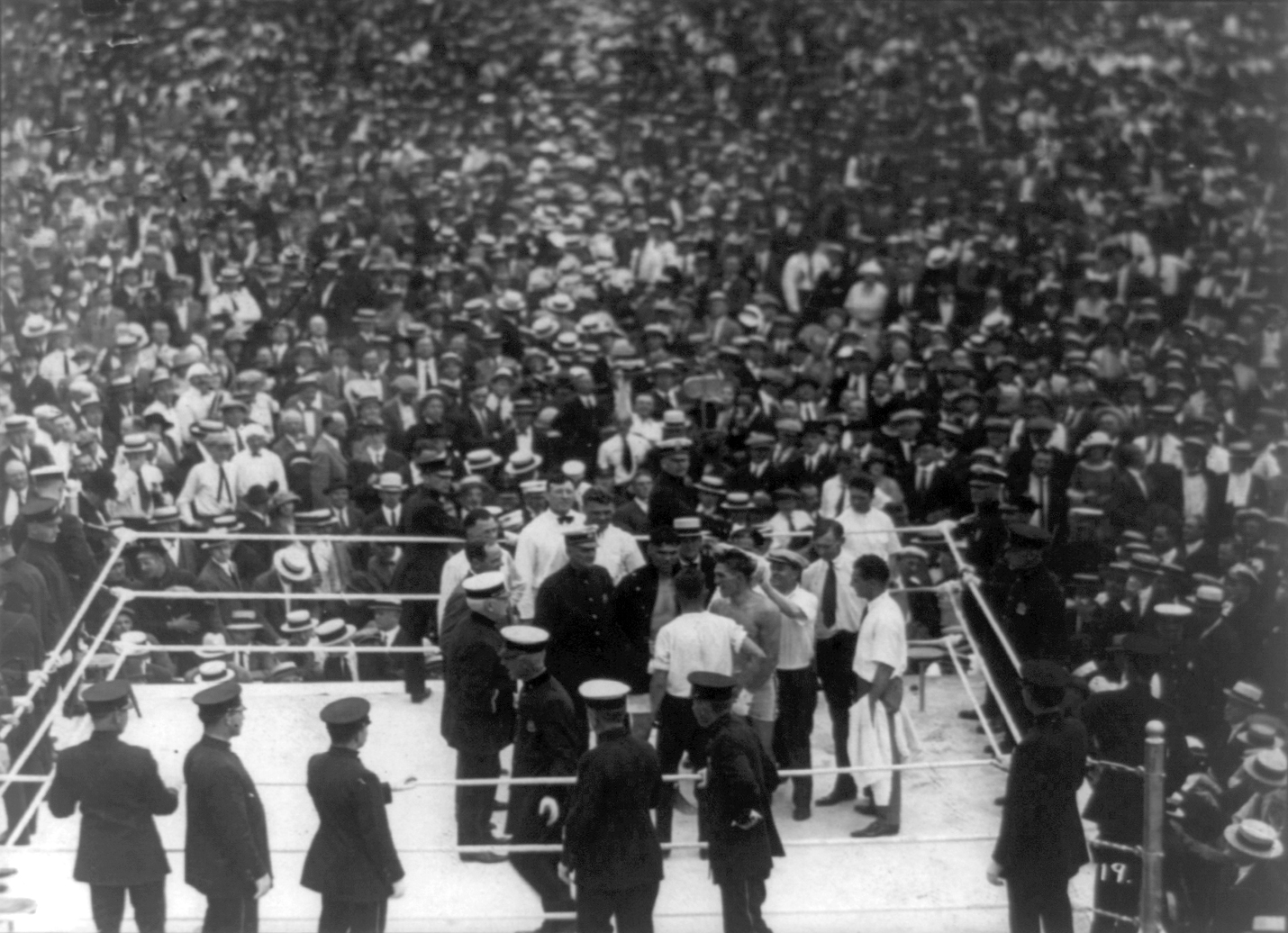
Przed walką Jacka Dempseya z Georges’em Carpentierem

Jack Dempsey nie miał wówczas równych w USA, dosłownie „zmiatał” z ringu wszystkich rywali. Starcie z mającym podobną renomę w Europie Carpentierem wywołało wielkie zainteresowanie, umiejętnie jeszcze podsycane przez organizatora walki Texa Rickarda. Wrócono do sloganu „Walka Stulecia”, którego kiedyś użyto przed walką Johnsona z Jeffriesem, przeciwstawiano bohatera wojennego Carpentiera Dempseyowi, który nie służył w wojsku. Carpentier zagrał nawet w kilku filmach, m.in. „The Wonder Man”. Dzięki tym zabiegom wpływy z walki przerosły najśmielsze oczekiwania, po raz pierwszy przekroczyły magiczną kwotę miliona dolarów, i to bardzo znacząco (dokładnie 1 789 238 dolarów).
Walka odbyła się 2 lipca 1921 roku w Jersey City w stanie New Jersey; zakontraktowano ją jako no decision na 12 rund. Dempsey był o 5 cm wyższy i o 10 kg cięższy od Carpentiera, w zakładach obstawiano go w stosunku 3:1. Na specjalnie w tym celu wzniesionym stadionie zebrało się ponad 80000 widzów. Carpentier, jakkolwiek wyraźnie ustępował rywalowi siłą, dysponował lepszą techniką, i kilkakrotnie mocno trafił Dempseya, studząc jego zapał. W trakcie drugiej rundy doznał jednak podwójnego złamania kości prawej dłoni i nie mógł już zadawać ciosów tą ręką. Dempsey szybko połapał się i przeszedł do natarcia, w trzeciej rundzie wyraźnie już dominował, a w czwartej znokautował Carpentiera. Mimo porażki Francuz zdobył powszechne uznanie. Carpentier i Dempsey pozostali przyjaciółmi do końca życia.
Po powrocie do Europy Carpentier obronił 11 maja 1922 roku w Londynie tytuł mistrza świata wagi półciężkiej, nokautując już w pierwszej rundzie Teda „Kida” Lewisa; niespodziewanie jednak stracił ten tytuł 24 września tegoż roku w Paryżu, przegrywając z ekscentrycznym Battlingiem Sikim. Ostatnim większym sukcesem było zdobycie tytułu mistrza Francji wagi ciężkiej w 1923 roku po zwycięstwie nad Marcelem Nillsem. Później walczył jeszcze do 1927 roku, m.in. z Gene’em Tunneyem (przegrał w 15. rundzie).
Po zakończeniu kariery sportowej występował w musicalach i filmach. W latach 1935–1966 prowadził elegancki bar w Paryżu. Zmarł 27 października 1976 roku.
W 1991 roku został wpisany do bokserskiej galerii sław (International Boxing Hall of Fame).

## Bilans walk
- 88 zwycięstw (w tym 56 przed czasem)
- 6 remisów
- 14 porażek
- 1 „no decision”
- 6 pokazówek